# Oggetti non stellari nella costellazione di Orione
Principali oggetti non stellari presenti nella costellazione di Orione.

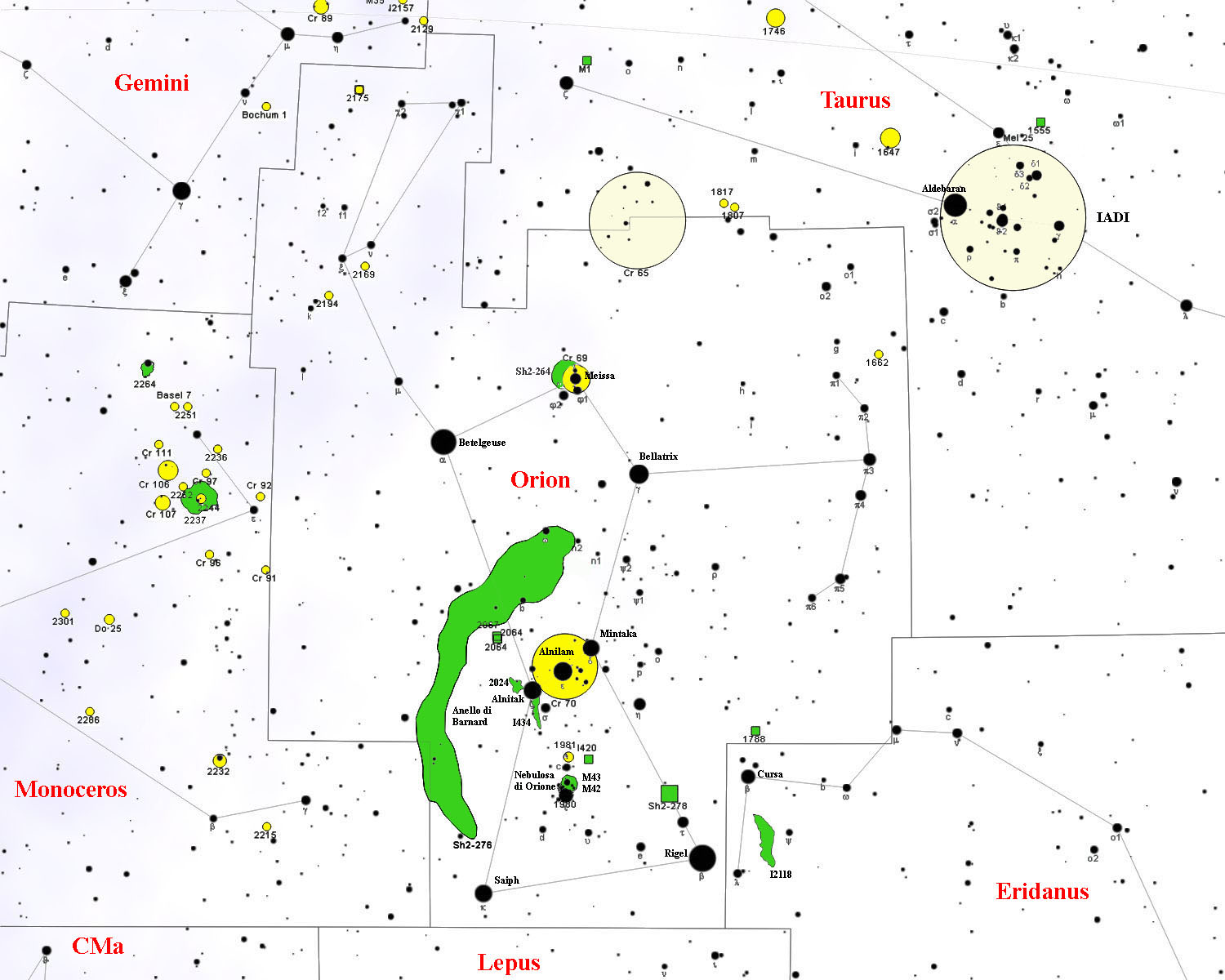
Mappa della costellazione di Orione.

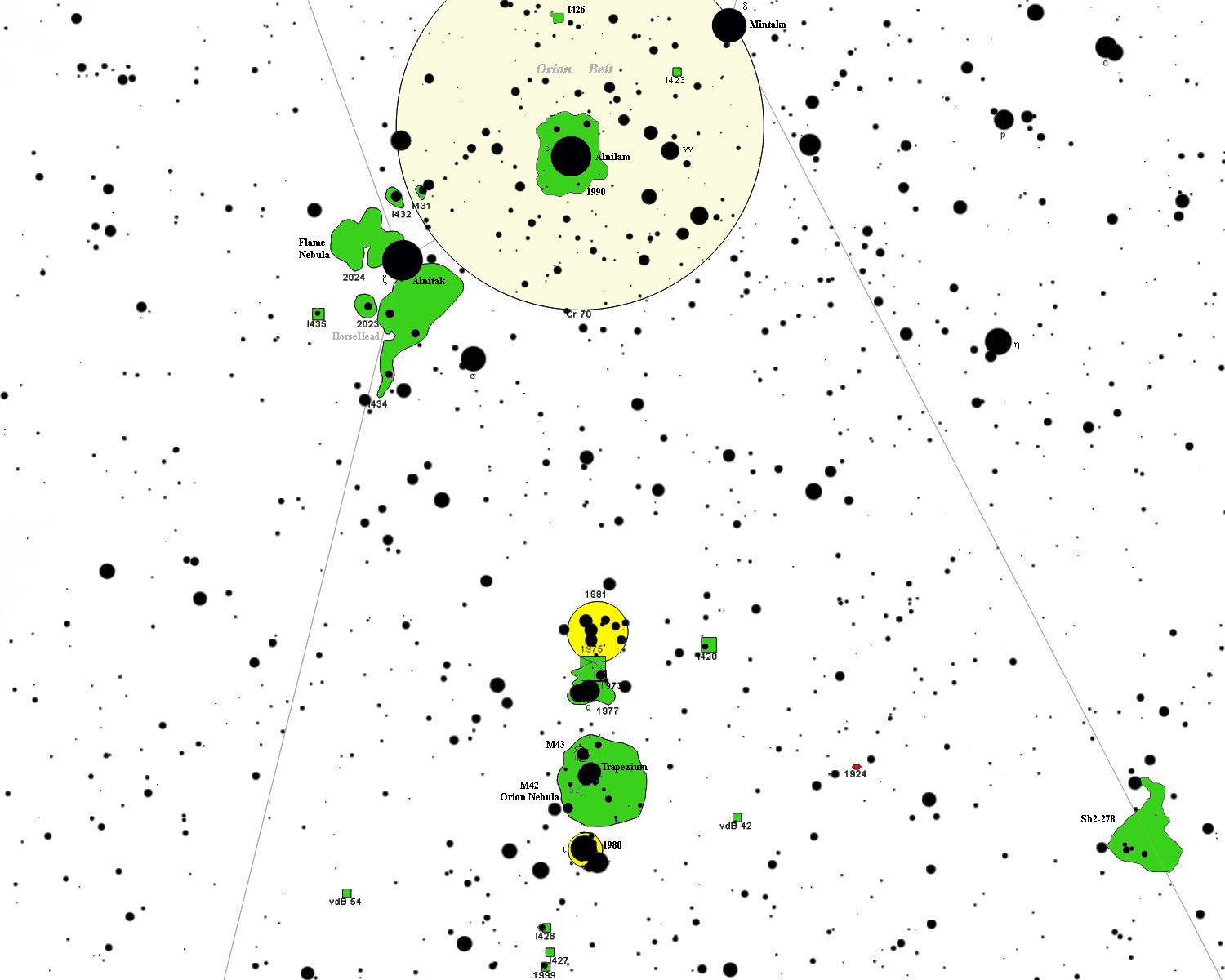
Dettaglio delle regioni centrali.

## Ammassi aperti
- Cr 65
- Cr 69
- Cr 70 (Cintura di Orione)
- NGC 1662
- NGC 1980
- NGC 1981
- NGC 2112
- NGC 2141
- NGC 2169
- NGC 2175
- NGC 2186
- NGC 2194
- Trapezio

## Nebulose oscure
- LDN 1616
- Nebulosa Testa di Cavallo

## Sorgenti radio
- GR 0550+08

## Oggetti di Herbing-Haro
- HH 34

## Nebulose diffuse
- Anello di Barnard
- Complesso nebuloso molecolare di Orione
  - Regioni periferiche del Complesso di Orione
- Nebulosa di Orione
- M43
- Nebulosa Fiamma
- IC 420
- IC 427
- IC 431
- IC 432
- IC 434
- IC 435
- M78
- NGC 1788
- NGC 1977
- NGC 1999
- NGC 2023
- NGC 2071
- Regione di Lambda Orionis
- Regione di Sh2-254
- Sh2-246
- Sh2-252
- Sh2-259
- Sh2-260
- Sh2-261
- Sh2-262
- Sh2-265
- Sh2-266
- Sh2-267
- Sh2-268
- Sh2-269
- Sh2-270
- Sh2-271
- Sh2-278
- vdB 35
- vdB 36
- vdB 37
- vdB 38
- vdB 40
- vdB 42
- vdB 43
- vdB 48
- vdB 49
- vdB 53
- vdB 54
- vdB 55
- vdB 58
- vdB 61
- vdB 62
- vdB 63
- vdB 71

## Galassie
- NGC 1661
- NGC 1670
- NGC 1671
- NGC 1678
- NGC 1682
- NGC 1683
- NGC 1684
- NGC 1685
- NGC 1690
- NGC 1691
- NGC 1709
- NGC 1713
- NGC 1719
- NGC 1729
- NGC 1740
- NGC 1753
- NGC 1762
- NGC 1819
- NGC 1843
- NGC 1875
- NGC 1924
- NGC 2110
- NGC 2119

## Ammassi di galassie
- Abell 520

## Gruppi di galassie
- Gruppo di NGC 1762
- Gruppo di NGC 1685
- Gruppo di NGC 1700
- Gruppo di NGC 1819